# Contea di Nancheng
La contea di Nancheng (南城县S, Nánchéng XiànP) è una contea della Cina, situata nella provincia di Jiangxi e amministrata dalla prefettura di Fuzhou.